# Левик Дмитро Мирославович
Левик Дмитро Мирославович — український громадський діяч, волонтер, військовослужбовець Збройних сил України. 
Народився 16 серпня 1983 року у Львові. Закінчив середню школу №54 у Львові та у 2000 році вступив на економічний факультет Львівської Комерційної Академії на спеціальність Фінанси і кредит та успішно закінчив навчання у 2005 році. Крім того, у 2019 році закінчив річне навчання Eastern European Centre for Multiparty Democracy– EECMD.

## Біографія
Народився 16 серпня 1983 року у Львові. Закінчив середню школу №54 у Львові та у 2000 році вступив на економічний факультет Львівської Комерційної Академії на спеціальність Фінанси і кредит та успішно закінчив навчання у 2005 році. Крім того, у 2019 році закінчив річне навчання Eastern European Centre for Multiparty Democracy– EECMD.
Після закінчення вузу почав працювати у компанії «Промінструмент», на посадах: менеджера, старшого менеджера, менеджера з управління оптової торгівлі.
- З 2016р. по 2022р. був головою Об’єднання співвласників багатоквартирного будинку “Васильченка, 14”. У 2018 році став членом виконавчої ради Львівської міської громадської організації “Відродження Знесіння”[4]. Як активний учасник ГО, бере участь у різноманітних проєктах[5][6][7][8][9], толоках[10], популяризує: парк "Знесіння"[11], "Шевченківський гай"[12][13], відстоює ідею заборони будівництва сміттєпереробного заводу[14][15] на вулиці Пластовій[16].

- 2018 року став засновником громадської ради при Міністерстві регіонального розвитку, будівництва та житлово-комунального господарства України.

- 2019 року очолив батьківський комітет Дитячо-юнацького футбольного клубу «Знесіння», де займається розвитком молодої команди, допомагає організувати тренувальний процес, змагання, поїздки та ігри.

- 2020 року зареєстрований кандидатом[17] у депутати Львівської міської ради від Української Галицької партії.

- З 2020р.по 2022р. підприємницька діяльність у компанії "ЛВ Індустрія"[18].

- З 2022р.по 2024р. військовослужбовець Збройних сил України. Брав участь у заходах, необхідних для забезпечення оборони України, захисту населення та інтересів держави у зв'язку з військовою агресією російської федерації проти України[19].

## Політика
- У 2004 році учасник Помаранчевої революції.

- У 2013 по 2014 рік учасник Революції гідності.

- У 2019 році був офіційним спостерігачем на виборах до Верховної Ради України 9-го скликання по округу 118[20]Львівщини.

- У вересні 2020 року зареєстрований кандидатом у депутати Львівської міської ради від Української Галицької Партії[21].

## Футбол
- У 2019 року очолив батьківський комітет Дитячо-юнацького футбольного клубу «Знесіння»[22], де займається розвитком молодої команди, допомагає організувати тренувальний процес, змагання, поїздки та ігри.

- У 2020 році, було подано проект будівництва дитячого футбольного майданчика у Львові по вул. Польовій, 29[23], це б дозволило:

1. Кожній дитині отримати можливість займатися, грати і розвиватися на дитячому майданчику;
2. Організувати спортивне дозвілля дітей, молоді та дорослого населення;
3. Організувати відпочинок для різних за віком та інтересами груп населення, курс на масовість, на загальну зацікавленість дітей і дорослих;
4. Привити і формувати навички здорового способу життя дітей і дорослих;

## Екологія
- Бореться за модернізацію очисних споруд міста Львова, щоб покращити екологічну ситуацію у місті, а особливо у мікрорайоні Знесіння. Річка Полтва - найбільша водойма Львова, котра протікає через усе місто. Нажаль, її завжди використовували, як каналізацію, а XIX столітті її вирішили закопати, щоб запобігти неприємному запаху та бруду. Втім, це не виправило ситуацію і водойма продовжує отруювати життя мешканців України та навіть Польщі. Полтва бере свій початок у Львові та впадає у річку Західний Буг уже за межами міста. Деякі витоки закриті в каналізаційні колектори, куди стікаються усі нечистоти. Від смердючого сусідства простих мешканців мають рятувати спеціально обладнані очисні споруди. Така практика часто трапляється у європейських країнах. Однак у місті Львові все по іншому ніж у Європі, люди, які проживають по сусідству із очисними спорудами, відчувають неприємні гази - специфічний запах тухлих яєць, в повітрі є й небезпечні для життя людини гази, зокрема меркаптани. Очисні споруди - це радянська спадщина. У їхню модернізацію міська влада Львова, фактично, не вкладала коштів. Нечистоти Полтви отруюють інші водойми. Спершу річка впадає у Західний Буг, далі - у Віслу, а тоді води потрапляють у Балтійське море. Польські чиновники неодноразово звертали увагу львівської міської влади на проблему, однак її так і не змогли зрушити з мертвої точки.

## Широкомаштабне російське вторгнення в Україну
- У лютому 2022р. вступив добровольцем до лав Збройних сил України[24][25]. Брав участь у боях на Миколаївському[26] , Херсонському[27] та Лиманському[28] напрямку.

## Родина
- Одружений. Дружина — Іванна Левик. Син Микола.